# William Godfrey
William Godfrey (Liverpool 25 de julho de 1889 - Londres 22 de janeiro de 1963) foi um cardeal inglês da Igreja Católica Romana . Ele serviu como arcebispo de Westminster e primaz da Inglaterra e País de Gales de 1956 até sua morte, e foi elevado ao cardinalato em 1958.

## Biografia
William Godfrey nasceu em Liverpool para George e Mary Godfrey. Seu pai era um empreiteiro de transporte . Ele se inclinou para o sacerdócio desde tenra idade, nunca tendo qualquer alternativa em consideração séria. Depois de estudar no Ushaw College , em Durham, e no English College, em Roma , foi ordenado sacerdote em 28 de outubro de 1916, em Roma. Ele então terminou seus estudos em 1918, obtendo seus doutorados em teologia e filosofia em 1917, e fez trabalho pastoral em Liverpool até 1919. Ele ensinou Clássicos , Filosofia e Teologia.em Ushaw de 1918 a 1930, o ano em que foi nomeado reitor do Colégio Inglés, Roma e recebeu o título de monsenhor (28 de outubro). No colégio, o padre severo era conhecido por seus alunos como "tio Bill". Em 1935, Godfrey tornou-se membro da Comissão Pontifícia de Malta , e compareceu em caráter oficial à coroação de 1937 do rei George VI e da rainha Elizabeth .
Em 21 de novembro de 1938, Monsenhor Godfrey foi nomeado Arcebispo Titular de Cio e primeiro Delegado Apostólico da Grã-Bretanha , Gibraltar e Malta . Godfrey, que foi o primeiro representante papal na Inglaterra desde a Reforma , recebeu sua consagração episcopal em 21 de dezembro, na capela do Colégio Inglês do cardeal Raffaele Rossi , OCD , com o arcebispo Luigi Traglia e o bispo Ralph Hayes servindo. como co-consagradores . Ele também foi encarregado de negóciosda Santa Sé ao governo polonês no exílio em Londres em 1943. Ele deixou esses postos diplomáticos em 10 de novembro de 1953, quando foi nomeado arcebispo de Liverpool .
O Papa Pio XII nomeou Godfrey Arcebispo de Westminster e, portanto, o prelado da Igreja Católica na Inglaterra e no País de Gales , em 3 de dezembro de 1956. Godfrey condenou o comunismo e professou sua missão de trazer a Inglaterra "de volta ao amor de Cristo". . Ele se opunha veementemente ao controle da natalidade . Em um ponto em seu mandato, ele causou um pouco de alegria, chamando os católicos ingleses para alimentar seus animais de estimação menos durante a Quaresma .
O Arcebispo Godfrey foi criado Cardeal-Sacerdote pelo Papa João XXIII no consistório de 15 de dezembro de 1958 e recebeu o título de Ss. Nereo ed Achilleo .
Godfrey, que gostava do piano e esportes, vivido o suficiente para atender apenas a primeira sessão do Concílio Vaticano II em 1962. Em janeiro de 1963, ele morreu de um ataque cardíaco em Londres, aos 73 anos Ele está enterrado na Catedral de Westminster . Sua imagem foi esculpida por Arthur Fleischmann .